# Quận Blaine, Montana
Quận Blaine là một quận thuộc tiểu bang Montana, Hoa Kỳ.
Quận này được đặt tên theo. Theo điều tra dân số của Cục điều tra dân số Hoa Kỳ năm 2000, quận có dân số người. Quận lỵ đóng ở.

## Địa lý
Theo Cục điều tra dân số Hoa Kỳ, quận có diện tích km2, trong đó có km2 là diện tích mặt nước.

## Thông tin nhân khẩu
Theo điều tra dân số 2 năm 2000, quận này đã có dân số 7.009 người, 2.501 hộ gia đình, và 1.793 gia đình sống trong quận hạt. Mật độ dân số là 2 người trên một dặm vuông (1/km ²). Có 2.947 đơn vị nhà ở mật độ trung bình của <1/km ² (1/sq mi). Thành phần chủng tộc của cư dân sinh sống trong quận gồm 52,58% người da trắng, 0,17% da đen hay Mỹ gốc Phi, 45,37% người Mỹ bản xứ, 0,09% châu Á, Thái Bình Dương 0,03%, 0,23% từ các chủng tộc khác, và 1,54% từ hai hoặc nhiều chủng tộc. 1,00% dân số là người Hispanic hay Latino thuộc một chủng tộc nào. 18,8% là người gốc Đức và Na Uy 8,1% tổ tiên theo điều tra dân số năm 2000. 91,7% nói tiếng Anh, Đức 3,8% và 2,0% Dakota là ngôn ngữ đầu tiên của họ.
Có 2.501 hộ, trong đó 36,00% có trẻ em dưới 18 tuổi sống chung với họ, 52,30% là đôi vợ chồng sống với nhau, 14,40% có nữ hộ và không có chồng, và 28,30% là không lập gia đình. 26,00% hộ gia đình đã được tạo ra từ các cá nhân và 10,80% có người sống một mình 65 tuổi hoặc lớn tuổi hơn là người. Cỡ hộ trung bình là 2,78 và cỡ gia đình trung bình là 3,36.
Trong quận cơ cấu độ tuổi dân cư được trải ra với 32,60% dưới độ tuổi 18, 8,00% 18-24, 24,80% 25-44, 21,60% từ 45 đến 64, và 12,90% từ 65 tuổi trở lên người. Độ tuổi trung bình là 34 năm. Đối với mỗi 100 nữ có 97,50 nam giới. Đối với mỗi 100 nữ 18 tuổi trở lên, đã có 96,30 nam giới.
Thu nhập trung bình cho một hộ gia đình trong quận đạt mức USD 25.247, và thu nhập trung bình cho một gia đình là USD 30.616. Phái nam có thu nhập trung bình USD 23.627 so với 20.469 USD đối với phái nữ. Thu nhập bình quân đầu người là 12.101 USD. Có 23,40% gia đình và 28,10% dân số sống dưới mức nghèo khổ, bao gồm 36,50% những người dưới 18 tuổi và 19,90% của những người 65 tuổi hoặc cao hơn.